# 日本内外航空
日本内外航空（にっぽんないがいこうくう 英語：Nippon Naigai Airways)（NNA）とは、1977年（昭和52年）から1983年（昭和58年）頃にかけて日本の九州で航空路線を運航していた航空会社である。

## 概要
種子島空港と屋久島空港との間に定期便を運航（1977年10月1日開設、1983年4月1日に運休）するなど、鹿児島空港を拠点に鹿児島県内の離島路線を運航していた。
この種子島 - 屋久島線では、機材はブリテン・ノーマン トライランダーを使用していた。
種子島 - 屋久島の路線は、1983年6月24日から当社を引き継ぐ形で公共施設地図航空によるチャーター便が運航開始されたが、1986年3月10日に運休、同年5月22日から、日本産業航空（後の朝日航空）によって同路線でのチャーター便が運航開始されたが、1990年3月10日に運休、翌年1991年3月10日に廃止、その後も日本コンチネンタル空輸などによるチャーター便が運航されたが、やがて運休・廃止となった。

## 運航路線
1982年頃のもの。
- 鹿児島空港 - 薩摩硫黄島飛行場
- 薩摩硫黄島飛行場 - 屋久島空港
- 屋久島空港 - 種子島空港
- 鹿児島空港 - 諏訪之瀬島飛行場
- 種子島空港 - 奄美空港

## 使用機材
- ブリテン・ノーマン　アイランダー[1]
- ブリテン・ノーマン トライランダー
- セスナ 402[4]
- セスナ 172P[4]
- 三菱 MU-2B-30[4]